# برونو روزا

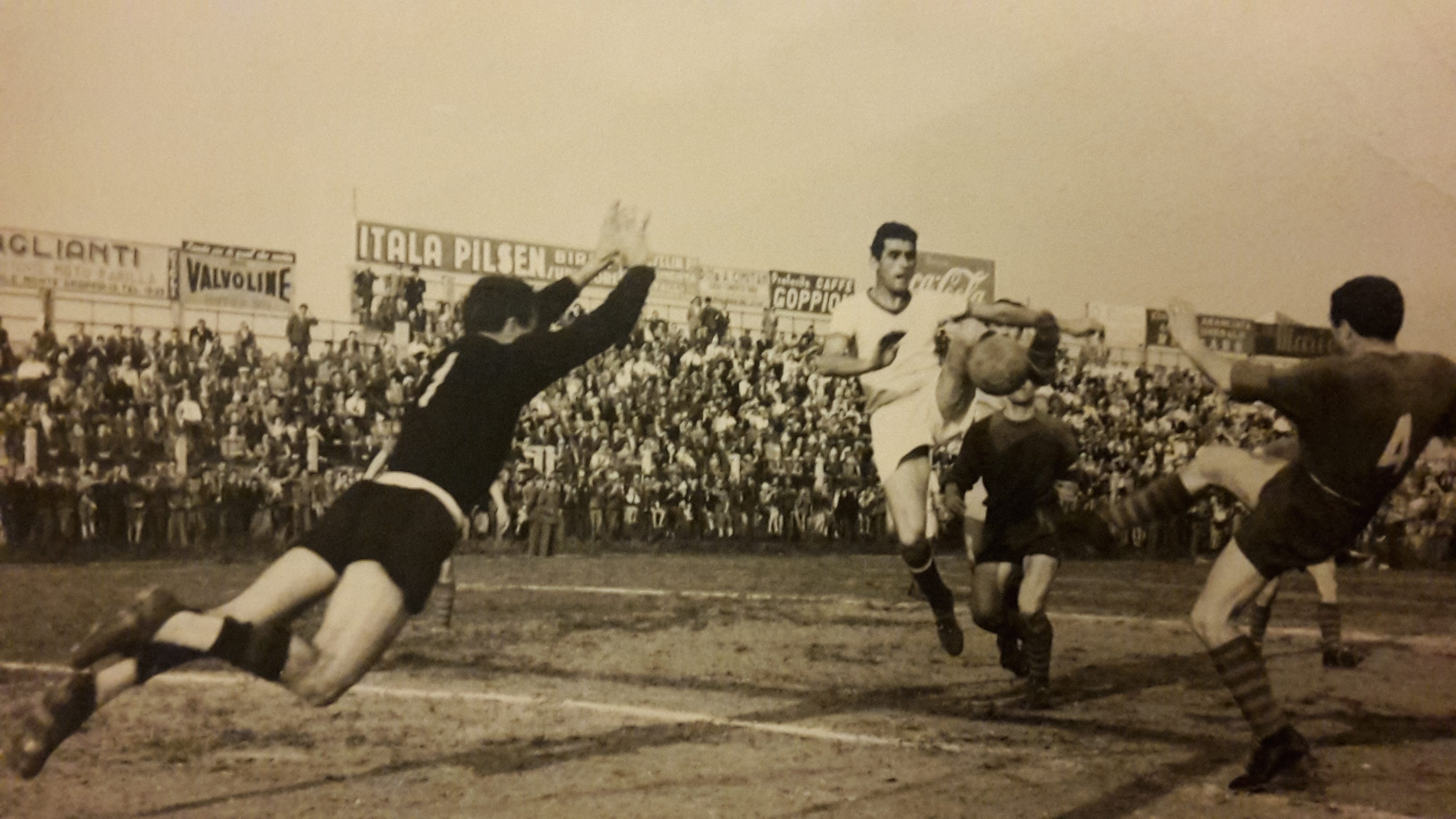
روزا (پیرهن سفید) در مقابل نارکیسو سولدان و ایتالو ربوزی

برونو روزا (انگلیسی: Bruno Ruzza; ۱۰ فوریهٔ ۱۹۲۶ – ۱۳ سپتامبر ۲۰۱۹) بازیکن فوتبال اهل ایتالیا بود.
از باشگاه‌هایی که در آن بازی کرده‌است می‌توان به باشگاه فوتبال پادوا اشاره کرد.